# 九龍巴士R94線
九龍巴士R94線是九龍巴士的一條特別日子路線，來往大埔區太和至黃石碼頭，只在塔門聯鄉建醮當日服務。雖然兩邊總站位於大埔區，但走線須途經沙田區的馬鞍山和西貢區的北潭涌。

## 歷史
- 2019年4月23日至28日：本路線首次提供服務。[2]

## 收費
全程：$21.5

## 途經街道
- 太和開經：寶雅路、汀角路、安慈路、大埔中心巴士總站、安埔路、南運路、大埔公路－元洲仔段、吐露港公路、大老山公路、馬鞍山路、西沙路、大網仔路、北潭涌巴士總站、大網仔路及北潭路。
- 黃石碼頭開經：北潭路、大網仔路、北潭涌巴士總站、大網仔路、西沙路、馬鞍山繞道、西沙路、馬鞍山路、大老山公路、吐露港公路、大埔公路－元洲仔段、南運路、大埔太和路及寶雅路。

## 車站
| 太和開 | 太和開           | 太和開             | 黃石碼頭開 | 黃石碼頭開       | 黃石碼頭開         |
| 序號   | 車站名稱         | 位置               | 序號       | 車站名稱         | 位置               |
| ------ | ---------------- | ------------------ | ---------- | ---------------- | ------------------ |
| 1      | 太和巴士總站     | 太和巴士總站       | 1          | 黃石碼頭巴士總站 | 黃石碼頭巴士總站   |
| 2      | 大埔中心         | 大埔中心巴士總站   | 2          | 北潭涌           | 北潭涌巴士總站     |
| 3      | 廣福邨           | 大埔公路－元洲仔段 | 3          | 西澳             | 西沙路             |
| 4      | 海栢花園         | 西沙路             | 4          | 馬鞍山市中心     | 西沙路             |
| 5      | 泥涌             | 西沙路             | 5          | 廣福邨           | 大埔公路－元洲仔段 |
| 6      | 北潭涌           | 北潭涌巴士總站     | 6          | 大埔超級城       | 大埔太和路         |
| 7      | 黃石碼頭巴士總站 | 黃石碼頭巴士總站   | 7          | 太和巴士總站     | 太和巴士總站       |